# Heidtkotten

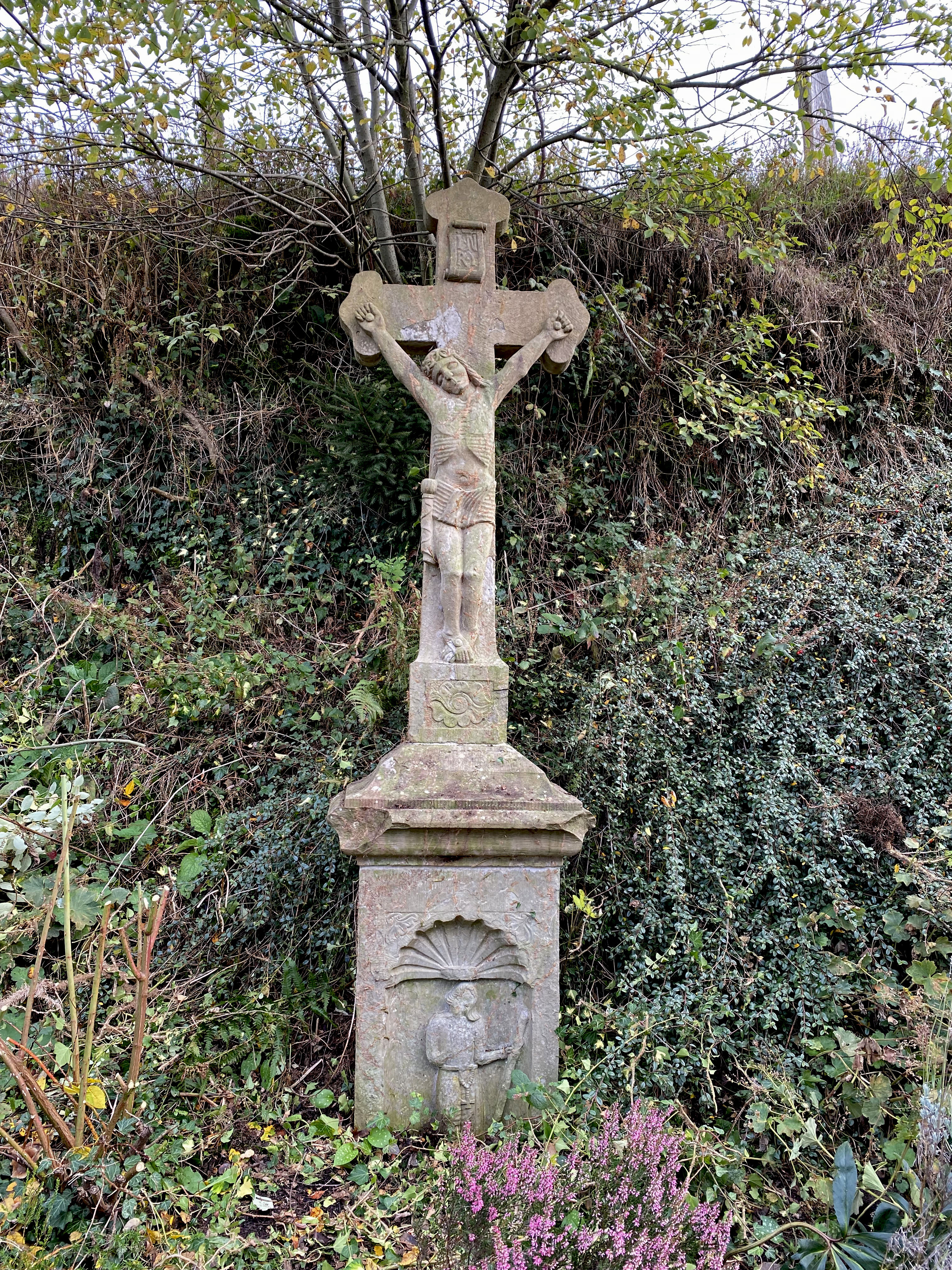
Baudenkmal Wegekreuz (1790)

Heidkotten ist eine Ortschaft in der Gemeinde Wipperfürth im Oberbergischen Kreis im Regierungsbezirk Köln in Nordrhein-Westfalen (Deutschland).

## Lage und Beschreibung
Der Ort liegt im Westen der Stadt Wipperfürth. In der Ortschaft entspringt ein Nebengewässer des Isenburger Baches, der Heidkottener Bach. Nachbarorte sind Isenburg, Bochen und Dhünn.
Politisch wird Heidkotten durch den Direktkandidaten des Wahlbezirks 17.1 (171) Hämmern im Rat der Stadt Wipperfürth vertreten.

## Geschichte
Um 1500 wird der Ort erstmals unter der Bezeichnung „Heitkotten“ in einem Erbenregister der katholischen Kirche in Wipperfürth genannt. Die Topographische Aufnahme der Rheinlande von 1825 zeigt auf umgrenztem Hofraum unter dem Namen „Heidkoten“ vier getrennt voneinander liegende Grundrisse. In der Preußischen Uraufnahme 1840 lautet die Ortsbezeichnung „Heitkorten“.
Im Ort gibt es ein unter Denkmalschutz stehendes Wegekreuz aus dem Jahr 1790, das gegenüber dem Hof Heidkotten 1 aufgestellt ist.

## Busverbindungen
Über die Haltestelle Hämmern der Linie 336 (VRS/OVAG) ist Heidtkotten an den öffentlichen Personennahverkehr angebunden.

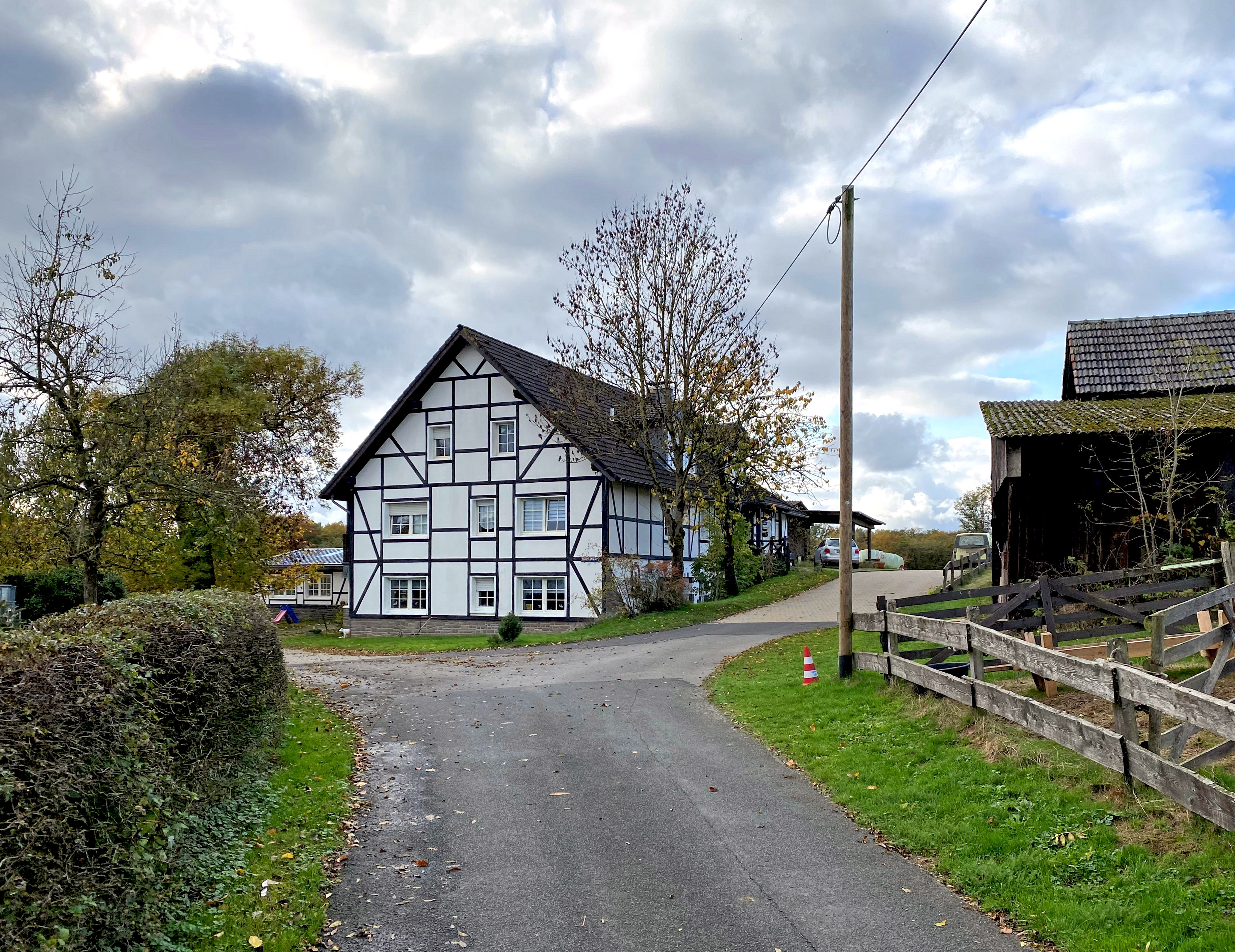
Hof Heidkotten 2
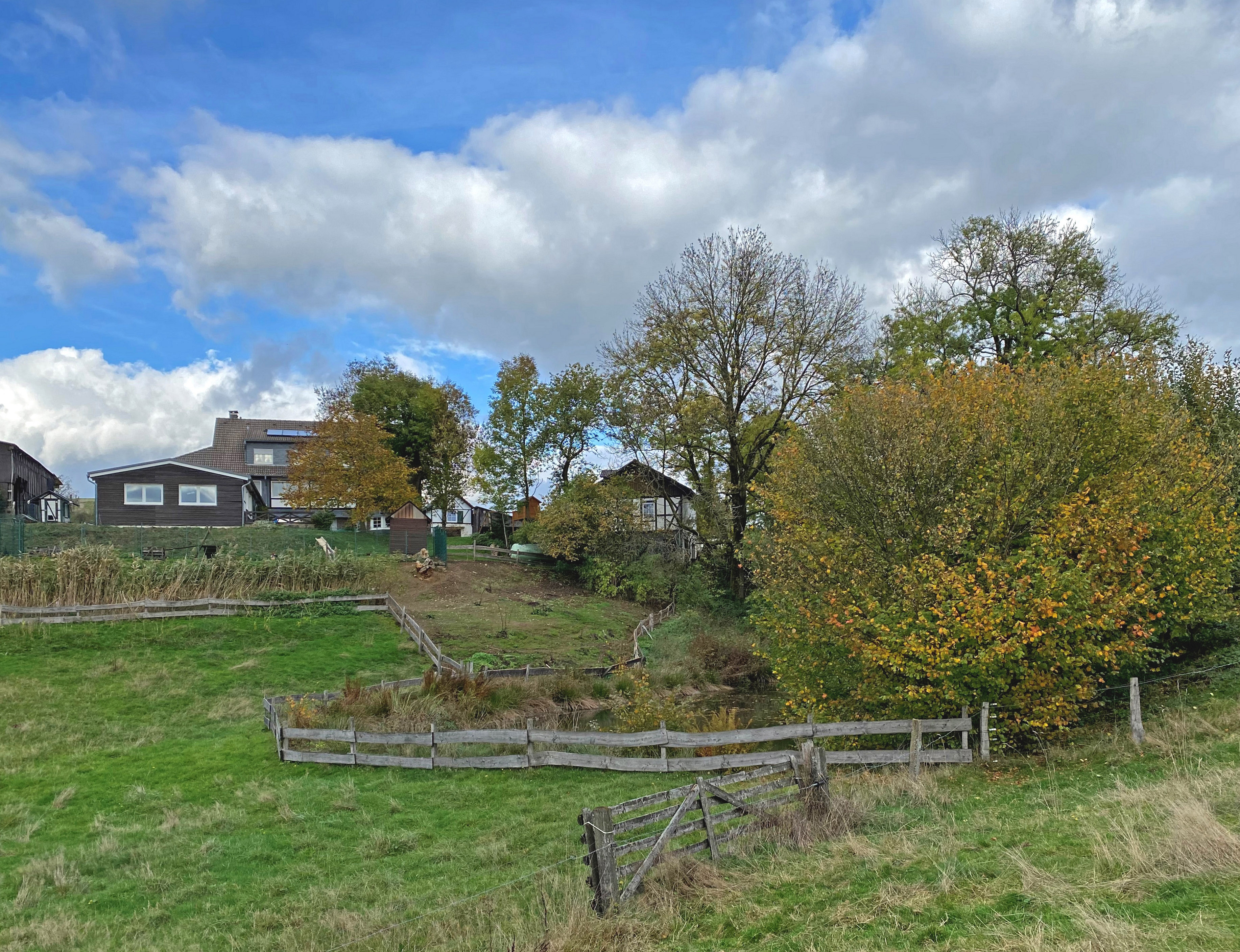
Heidkotten – Quellteich Heidkotter Bach